# Abruzze ultérieure première
Pour les articles homonymes, voir Abruzzo.
1806–1860
Entités précédentes :
- Abruzze ultérieure

Entités suivantes :
- Province de Teramo

L’Abruzze ultérieure première, en italien Abruzzo Ulteriore I ou Primo Abruzzo Ultra, est une ancienne subdivision du royaume de Naples, puis des Deux-Siciles. Elle avait pour chef-lieu Teramo.
Elle résulte de la scission faite en 1806 par Joseph Bonaparte de la circonscription d'Abruzze ultérieure (Giustizierato d'Abruzze).
En effet, en 1806 Joseph Bonaparte divisa la province en deux :
- l'Abruzze ultérieure première (Abruzzo Ulteriore I), avec pour chef-lieu Teramo et divisée en districts de Teramo et de Penne. Le siège administratif se situait au Palazzo del Governo de Teramo,
- l'Abruzze ultérieure seconde (Abruzzo Ulteriore II), avec pour chef-lieu L'Aquila, et divisée en districts de L'Aquila, Avezzano, Cittaducale et Sulmona.

La province comprenait deux districts :
- District de Teramo;
- District de Penne (entre 1837 et 1848, le district a comme chef lieu Città Sant'Angelo).

Les districts étaient divisés en 17 circondari de 72 communes et 411 villes et villages
En 1861, Abruzze ultérieure première prend le nom de province de Teramo (qui perdit une partie de son territoire en 1927 lors de la création de la province de Pescara).